# Monticello d'Alba
Monticello d'Alba (Montisel in piemontese) è un comune italiano di 2 354 abitanti della provincia di Cuneo in Piemonte. Fa parte della delimitazione geografica del Roero.

## Geografia fisica
Monticello d'Alba è situato sulla sponda sinistra del Tanaro, nel territorio del Roero, in provincia di Cuneo.

## Storia
La storia del comune si lega strettamente alla famiglia Roero, che ebbe in feudo Monticello dal 1376 e che vi fece costruire il castello, tuttora esistente e abitato, che ancora lo sovrasta (il maniero è inserito nel circuito dei "Castelli Aperti" del Basso Piemonte).
Le origini del borgo sono da far risalire agli antichi romani. Scarseggiano le informazioni relative all'alto medioevo, mentre si sa che dal 1241 il paese passa dalla protezione del vescovo di Asti a quella della famiglia Malabaila.
Nel 1250 il borgo venne distrutto in seguito alle guerre tra Alba e Asti, venendo poi ricostruito in occasione del passaggio ai Roero, avvenuto nel 1376 per volere del papa Gregorio XI.

### Simboli
Lo stemma utilizzato dal comune, anche se privo di formale decreto di concessione, è rappresentato da un albero nodrito sulla vetta centrale di un monte di tre cime.
Il gonfalone in uso è un drappo partito di bianco e di rosso caricato dello stemma comunale.

## Monumenti e luoghi d'interesse

### Architetture religiose
- La chiesa parrocchiale è dedicata a san Ponzio martire, come l'antica chiesa del cimitero
- La chiesa della frazione Borgo è dedicata alla Natività di Maria Vergine
- La chiesa della frazione S. Antonio è dedicata a san Lorenzo
- Il santuario della frazione Valdozza è intitolato a Maria Ausiliatrice

### Il castello di Monticello d'Alba

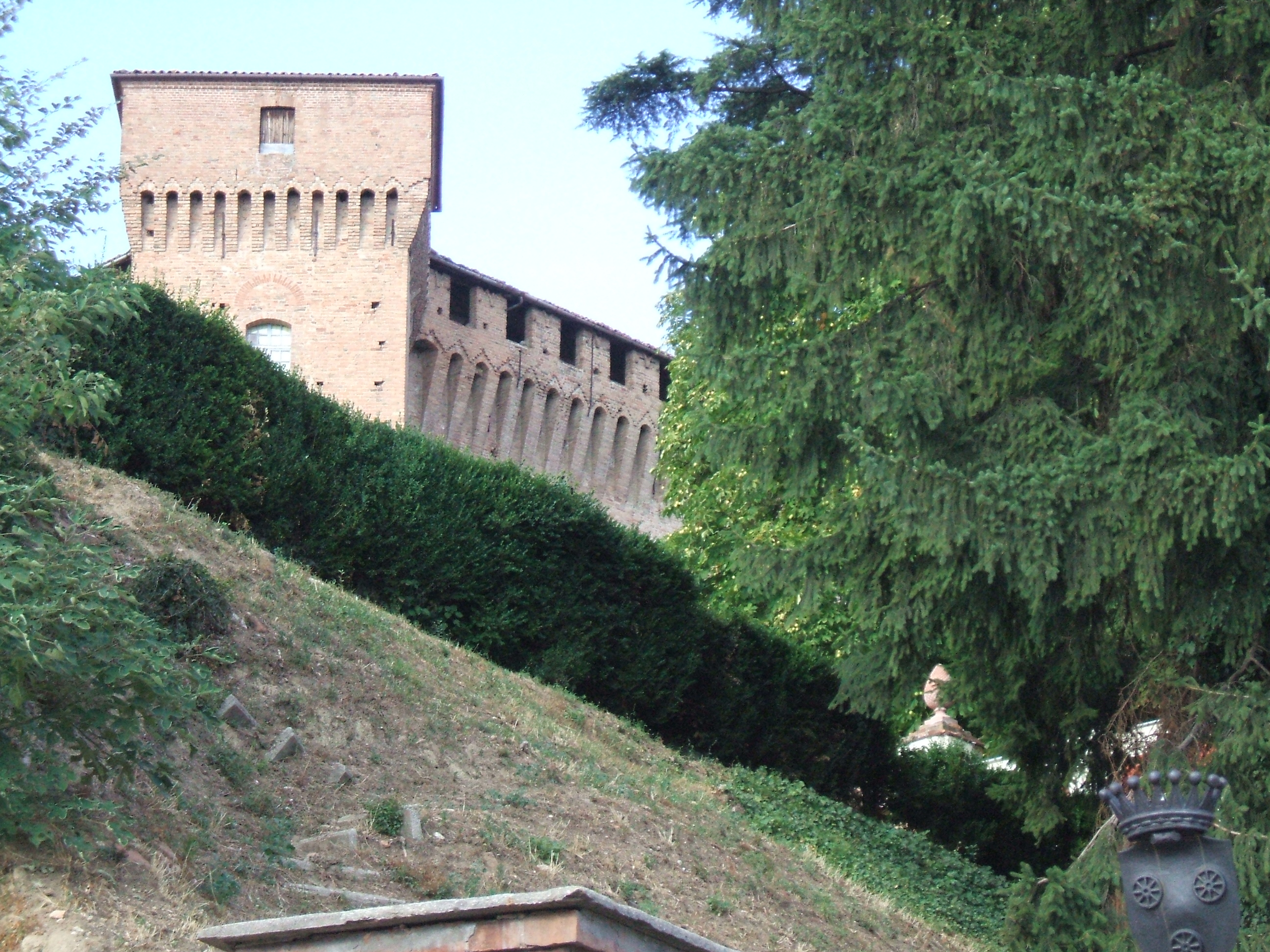
Scorcio del castello

Il castello di Monticello d'Alba sorge su di un piccolo monte, a circa 400 metri di altezza, da cui il nome al paese e quindi al castello. Nel XII secolo dovette esistere una fortificazione sul colle di Monticello perché se ne ha menzione nel Codex Astensis.
Nel 1348, come si è visto prima, il castello passa ai Malabaila che lo potenziarono molto. All'inizio del Quattrocento esso era comunque molto rovinato cosicché i Roero dovettero apportarvi diversi restauri, munendolo anche di nuove difese, di spalti, di torri e di caditoie che gli diedero il ferrigno aspetto attuale.
All'inizio del Seicento sarà Onorato Roero, gentiluomo di camera di Carlo Emanuele II di Savoia, a predisporre delle modifiche alla parte interna della costruzione per migliorarne l'abitabilità.
Altri lavori verranno poi decisi da Laura Damiani di Priocca, moglie di Bernardo Francesco Roero, nel 1706.
Ma la trasformazione più importante è quella voluta nel 1787 per il matrimonio di Francesco Gennaro Roero, tenente generale, gran croce e gran maresciallo dell'Ordine dei Santi Maurizio e Lazzaro e viceré di Sardegna, con la marchesa Paola del Carretto di Gorzegno. Di questa trasformazione, iniziata nel 1785, venne incaricato Carlo Emanuele Rangone di Montelupo, comandante delle milizie albesi.
Del Rangone, architetto e disegnatore, non si hanno che scarse notizie, tra le quali quella che fu l'autore del campanile della chiesa parrocchiale di Alba. Suo è il progetto della scala doppia costruita intorno alla torre rotonda, successivamente eliminata a causa di un terremoto nel 1881. Il progetto porta la data del 1787 e la sua firma. La scala era di gusto barocco, con nicchie ovali e riquadri in stucco lungo le rampe: il Rangone voleva dare al castello uno scalone importante, scenografico, che mostrasse con solennità la magnificenza della casata.
Sempre in occasione di questi lavori si procedette a togliere tutti gli elementi difensivi come il ponte levatoio, ostruendo così il fossato e costruendovi un giardino; al primo piano si aprirono grandi finestre rettangolari, al secondo piano si realizza la galleria di Diana (affrescata dai fratelli Galliari), mentre gli ultimi due piani furono volutamente esclusi dai restauri; la collina venne sbancata e terrazzata per l'allestimento di giardini pensili ora scomparsi. In questo modo il castello acquistò l'aspetto di una dimora di campagna. Ciò che sicuramente si deve riconoscere al Rangone è di aver fatto queste trasformazioni senza alterare l'aspetto originale della costruzione.
È poi del 7 ottobre 1827 il progetto dei giardini che l'architetto-giardiniere-ingegnere idraulico Saverio Kurten (Buhl, 1811), già autore del parco del castello di Racconigi nel 1820, realizzò su ordine del conte Francesco Gennaro Roero.
In ossequio alla tradizione romantica inglese della prima metà dell'Ottocento, egli si dedica esclusivamente alla progettazione di giardini puntando sulla bellezza della natura pura e semplice, sfruttando le qualità del paesaggio esistente.
Il Jardin moderne angloise racconta come il Kurten abbia saputo sfruttare tutta l'estensione della proprietà per rendere le passeggiate più lunghe e piacevoli. I sentieri, tortuosi e irregolari, sono l'elemento dominate. Essi si allargano in tante direzioni per dare respiro e consentire l'apertura di piazzole con laghetti e belvedere.

## Società

### Evoluzione demografica
Abitanti censiti

### Stranieri
Secondo i dati Istat al 31 dicembre 2017, i cittadini stranieri residenti a Monticello d'Alba sono 217, così suddivisi per nazionalità, elencando per le presenze più significative:
1. Romania, 89
2. Marocco, 38
3. Albania, 37

## Amministrazione
Di seguito è presentata una tabella relativa alle amministrazioni che si sono succedute in questo comune.
| Periodo        | Periodo        | Primo cittadino      | Partito                         | Carica  | Note  |
| -------------- | -------------- | -------------------- | ------------------------------- | ------- | ----- |
| 6 giugno 1985  | 23 maggio 1990 | Giovanni Blengio     | Democrazia Cristiana            | Sindaco | [ 8 ] |
| 23 maggio 1990 | 24 aprile 1995 | Giovanni Blengio     | Democrazia Cristiana            | Sindaco | [ 8 ] |
| 24 aprile 1995 | 14 giugno 1999 | Giovanni Blengio     | centro-destra                   | Sindaco | [ 8 ] |
| 14 giugno 1999 | 14 giugno 2004 | Valerio Chiesa       | lista civica                    | Sindaco | [ 8 ] |
| 14 giugno 2004 | 8 giugno 2009  | Valerio Chiesa       | lista civica                    | Sindaco | [ 8 ] |
| 8 giugno 2009  | 27 maggio 2014 | Monica Settimo       | lista civica                    | Sindaco | [ 8 ] |
| 27 maggio 2014 | in carica      | Silvio Artusio Comba | lista civica: vivere Monticello | Sindaco | [ 8 ] |

### Gemellaggi
Dal 1988 Monticello è gemellato con il paese di Sastre Ortiz in provincia di Santa Fe in Argentina, dove nel secolo scorso erano emigrati diversi monticellesi e dove tuttora si ritrovano i cognomi del paese.
Nel 2014 è stato celebrato il 25º anniversario di questo gemellaggio con l'arrivo in paese di alcune persone di Sastre.

## Sport
A Monticello d'Alba si pratica il gioco della pallapugno (più conosciuto come pallone elastico). La società Polisportiva Monticellese milita in diversi campionati giovanili e nel massimo campionato di serie A. La squadra di Monticello è stata per due volte campione d'Italia con il suo capitano Alberto Sciorella. Anche nelle categorie giovanili per due volte la Polisportiva Monticellese ha conquistato il titolo di campione d'Italia con il suo capitano Massimo Vacchetto.